# Dipodillus maghrebi
Il gerbillo codacorta maggiore (Dipodillus maghrebi  Schlitter & Setzer, 1972) è un Roditore della famiglia dei Muridi diffuso in Marocco.

## Descrizione

### Dimensioni
Roditore di piccole dimensioni, con la lunghezza della testa e del corpo tra 106 e 119 mm, la lunghezza della coda tra 102 e 111 mm, la lunghezza del piede tra 26 e 27 mm, la lunghezza delle orecchie tra 17 e 19 mm e un peso fino a 58 g.

### Aspetto
Le parti superiori sono color grigio-rosato, densamente cosparse di peli nerastri particolarmente sul capo e con la base dei peli grigia, mentre le parti ventrali e le labbra sono bianche. Il dorso delle zampe è giallo-rosato chiaro. Sono presenti degli anelli nerastri intorno agli occhi. Le orecchie sono ricoperte di peli dello stesso colore delle parti dorsali. La coda è lunga come la testa ed il corpo, è dello stesso colore delle parti dorsali sopra, leggermente più chiara sotto, ed è priva del caratteristico ciuffo di lunghi peli all'estremità ma cosparsa soltanto di peli nerastri che gradualmente diventano più lunghi. La pianta dei piedi è priva di peli.

## Biologia

### Comportamento
È una specie terricola. Costruisce tane poco profonde. È una preda frequente del Barbagianni.

### Alimentazione
Si nutre principalmente di semi e di foglie.

### Riproduzione
Di tre femmine catturate nel mese di maggio, una aveva otto embrioni.

## Distribuzione e habitat
Questa specie è diffusa nella regione di Fès, nel Marocco centro-settentrionale.
Vive in terreni rocciosi e argillosi, particolarmente in colline e dirupi ricoperti di vegetazione naturale. Evita dune sabbiose e letti di fiumi asciutti, ma anche campi coltivati, zone densamente ricoperte di vegetazione, foreste e matorral.

## Conservazione
La IUCN Red List, considerato che si tratta di una specie comune, con un areale più vasto di quanto ipotizzato e che il suo habitat non è influenzato dalla presenza umana, classifica D.maghrebi come specie a rischio minimo (Least Concern).